# Bino degli Abati del Malia
Bino di Abate, noto come Bino degli Abati del Malìa (XIII secolo – prima del 1317), è stato un nobile e politico italiano, che cercò di dare origine a una signoria su Grosseto nella prima metà del XIV secolo, ribellandosi al dominio della Repubblica di Siena.

## Biografia
Bino nacque intorno alla metà del XIII secolo da Abate, figlio di Manto, visconte di Batignano. È ricordato per la prima volta nel 1263, quando, ancora ragazzo, è tenuto come ostaggio a Siena.
In quel tempo, la città di Grosseto e i suoi territori, feudi dei conti Aldobrandeschi, erano sotto il dominio senese. Nel 1310, scoppiò a Siena una rivolta tra il popolo e i nobili, e così alcune famiglie di feudatari ne approfittarono per ribellarsi. Bino attaccò violentemente il popolo grossetano, nel tentativo di ottenere la signoria sulla città, e si impossessò del comune, scacciando il podestà Landino Rodolfi, di nomina senese. Nella Cronaca senese di Agnolo di Tura è ricordato che «Bino di messer Abate conbaté col popolo di Grosseto del mese d'aprile e vinse e ottene Grosseto Bino, per la qual cosa la Signoria di Siena vi mandò una anbasciaria che dovessero piacere far pace, ma esso Bino non volse». Una seconda ambasciata senese, guidata dal conte Manente di Sarteano e da Nerio di Staggia, fu nuovamente respinta e i due legati si rifugiarono a Istia d'Ombrone. Il Governo dei Nove stabilì di procedere con una spedizione armata contro la città ribelle, guidata dallo stesso podestà scacciato Landino, che ebbe luogo il 6 giugno e che terminò con la vittoria senese. Bino, nominato rettore del comune insieme a Credi di Massarizia, il 17 giugno riunì il consiglio dei priori del comune, che elesse un cittadino, Chelino di Guglielmo, per trattare con i senesi. Il 22 giugno il governo di Siena emise una serie di ordinamenti contro Grosseto, come punizione per la ribellione.
Nel 1312, i senesi inviarono a Roma l'esercito per impedire l'incoronazione di Enrico VII e dovettero fronteggiare la ribellione di Talamone. Bino ne approfittò dunque per condurre una nuova rivolta, insieme al figlio Vanni detto Malìa. Scrive la Cronaca: «Bino di messer Abate e figliuolo conbattero con Checco di Benuccio popolesco, e ucciselo, e uccisono de la parte di Checco ventisei uomini; e tutti quelli de la parte di Checco caccioro fuore de Grosseto; e allora rimase a Bino e al Malia suo figliuolo la signoria di Grosseto». Non potendo sostenere un'ulteriore lotta armata, Siena preferì non intervenire e dovette tollerare la signoria guelfa di Bino degli Abati su Grosseto, a discapito dei vecchi feudatari ghibellini Aldobrandeschi. Questi ultimi sottrassero nel 1316 il castello di Roccastrada al dominio senese, nel tentativo di ristabilire la propria influenza in Maremma. La Repubblica di Siena garantì la protezione al popolo grossetano nel caso di attacco da parte degli Aldobrandeschi e pose Roccastrada sotto assedio. Il 17 aprile 1317, in un trattato di pace tra Siena e i conti di Santa Fiora, Bino risulta già deceduto, in quanto il figlio Vanni è menzionato come «Malia olim Bini de Grosseto».
La signoria della città passò ai figli Vanni, detto Malìa, e Abbatino.

## Famiglia
- Manto (nonno)
  - Abate (padre)
    - Bino
      - Vanni, detto Malia (figlio)
      - Abbatino (figlio)

## Lapide di Porta Vecchia

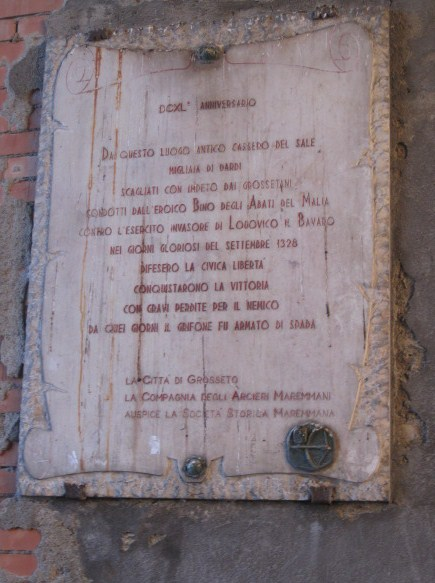
Lapide in ricordo dell'assedio posto sotto Porta Vecchia a Grosseto

A Grosseto, nel loggiato di Porta Vecchia, è situata una lapide commemorativa in cui si ricordano le gesta del condottiero grossetano durante l'assedio di Grosseto del 1328, voluta dall'Associazione arcieri maremmani nel 1968. Si tratta in realtà di un errore, in quanto in tale data Bino non era più in vita.

### Esplicative
1. ↑  La dicitura Abati del Malìa indica i discendenti di Abate di Manto, con l'aggiunta di "del Malìa" (da Vanni detto Malìa) per distinguere la famiglia dall'omonima dinastia fiorentina.

### Riferimenti bibliografici
1. ↑  Cappelli 1931, pp. 4-5.
2. 1 2  Cappelli 1931, p. 39.
3. ↑   Agnolo di Tura, Cronaca senese,  p. 307.
4. ↑  Cappelli 1931, p. 7.
5. 1 2  Cappelli 1931, pp. 8-9.
6. ↑   Agnolo di Tura, Cronaca senese,  p. 322.
7. ↑  Cappelli 1931, p. 10.
8. ↑  Guerrini 1991, p. 71.